# Drymaplaneta communis
Drymaplaneta communis är en kackerlacksart som beskrevs av Johann Gottlieb Otto Tepper 1893. Drymaplaneta communis ingår i släktet Drymaplaneta och familjen storkackerlackor. Inga underarter finns listade i Catalogue of Life.